# Inner Circle (aplicación)
Inner Circle es una aplicación de citas global, fundada en 2012 en los Países Bajos.La aplicación móvil es un lugar para conectar y salir con personas, pero también un lugar para sentirse parte de una comunidad que se mueve en los mismos círculos. Basada en la creencia de que los opuestos no se atraen, a través de un cuidadoso proceso de solicitud y selección crea una comunidad de personas que se conecta a través de estilos de vida e intereses compartidos.

## Historia
Los fundadores buscaban un espacio donde pudieran conocer personas afines que se movieran en los mismos círculos que ellos. En su lugar, encontraron servicios de citas en línea sospechosos con perfiles sin rostro y tomaron una decisión: crearon el espacio ellos mismos y lo llamaron Inner Circle. Desarrollada de manera orgánica y sin financiamiento, la comunidad de Inner Circle está compuesta por más de 7.2 millones de personas en todo el mundo. La aplicación de citas y la comunidad también han ganado popularidad en México, Colombia, Brasil, Perú y el resto de América.

## Formato
Además de seleccionar según la afinidad y el estilo de vida, el cuidadoso proceso de solicitud garantiza la autenticidad de todos los perfiles. Por esta razón, las personas deben pasar una verificación facial.Una vez completada, las personas deben elegir seis estilos de vida y detallar uno de ellos en particular. El equipo de Membresía y Comunidad revisa cada solicitud para asegurarse de que todos valgan la pena para salir y tengan más en común que simplemente ser solteros. Después de crear un perfil aprobado, las personas pueden usar la funcionalidad para conectar y salir con personas que comparten el mismo estilo de vida, además de recibir invitaciones a eventos presenciales. Para mantener la comunidad en su mejor estado, el equipo revisa regularmente perfiles al azar para asegurarse de que todos estén compartiendo, inspirando y presentándose de la mejor manera.

## Acceso
No todos serán aceptados para unirse a la comunidad Inner Circle. Cada solicitud es revisada por el equipo de Membresía, compuesto por personas reales, para seleccionar una comunidad de personas afines y asegurarse de que la calidad sea el eje central de las citas. Una vez aprobadas, las personas pueden acceder a la comunidad y a ciertas funciones, como dar me gusta a perfiles y chatear, si invitan a sus amigos. Alternativamente, pueden convertirse en miembros de Inner Circle a través de una suscripción pagada.Como miembro, formas parte de algo más grande, con acceso completo a la aplicación para conectarte con la comunidad, y recibir invitaciones a eventos presenciales.

## Eventos
Desde el primer día, Inner Circle ha ofrecido eventos para que la comunidad se reúna y conecte en la vida real con personas que se mueven en círculos similares.Inner Circle afirma que sus eventos "no son eventos que encuentres todos los días. Y definitivamente no son los cursis eventos de citas rápidas que esperarías de otras aplicaciones de citas".
Eventos Anteriores:
- Paloma Night - Karavaan, Ámsterdam, Países Bajos
- Haus of Love - Branco Espaço, Sao Paulo, Brasil
- Encuentro - Wallace Whisky Bar, Ciudad de México, México
- Soulmate Thursday - Afrika Rooftop, Bogotá, Colombia
- Flerte Hour - Recife, Brasil
- Sensual Dating, Home House, Reino Unido
- Taste of London, Reino Unido
- Rouze, Ámsterdam, Países Bajos
- AfterHours, Soho House, Ámsterdam, Países Bajos
- Inner Circle x Tecan, Tecán Tequila, Ámsterdam, Países Bajos
- Inner Circle x Cinetree Forest Film Festival, Ámsterdam, Países Bajos
- STRAAT, Ámsterdam, Países Bajos
- Stedelijk Museum, Ámsterdam, Países Bajos
- Highline Bar, São Paulo
- Cazzazul, São Paulo, Brasil
- Ferra Jockey Speed Dating Vinho e Tinta, São Paulo, Brasil
- Canastra Bar, Río de Janeiro, Brasil
- Primo Bar, Brasil
- Eskina, Brasil
- Baladona, São Paulo, Brasil
- Bosque Bar, Río de Janeiro, Brasil
- Dry Moments & Drinks, Porto Alegre, Brasil
- Jabu Belo Horizonte, Belo Horizonte
- Halloween Nuasis, São Paulo, Brasil
- Halloween Canastra Rose, Río de Janeiro, Brasil
- Secret Session editions, Ciudad de México, México
- Carajillo Miyana, Mexico City, México
- Maison Artemisia, Mexico City, México
- Meet & Drink, Belo Horizonte, Brasil
- Tranquilo, São Paulo - Belo Horizonte - Florianópolis, Brasil

## Alianzas
Inner Circle se asocia con marcas premium y aspiracionales que comparten los mismos valores. Siempre están buscando colaborar con marcas de otras industrias para reflejar un estilo de vida que trasciende el ámbito de las citas.
Países Bajos:
- Swapfiets
- Rouze
- Bolt
- Soho House
- Cinetree
- Rocycle
- Tecan Tequila

Brasil:
- Mubi
- Collo
- Nuasis
- Tranquilo
- Obvious
- Soho House
- Good Vibres

América Latina:
- Fernet Branca
- Sony Music

Reino Unido:
- HANX
- Taste of London